# Suuri-Saramo
Suuri-Saramo eller Saramojärvi är en sjö i Finland. Den ligger i kommunen Nurmes i landskapet Norra Karelen, i den centrala delen av landet, 400 km nordost om huvudstaden Helsingfors. Suuri-Saramo ligger 119,1 meter över havet. I omgivningarna runt Saramojärvi växer i huvudsak blandskog. Den är 8 meter djup. Arean är 97,7 hektar och strandlinjen är 4,86 kilometer lång. Sjön  ingår i Vuoksens huvudavrinningsområde. 